# Villa Waldwiese

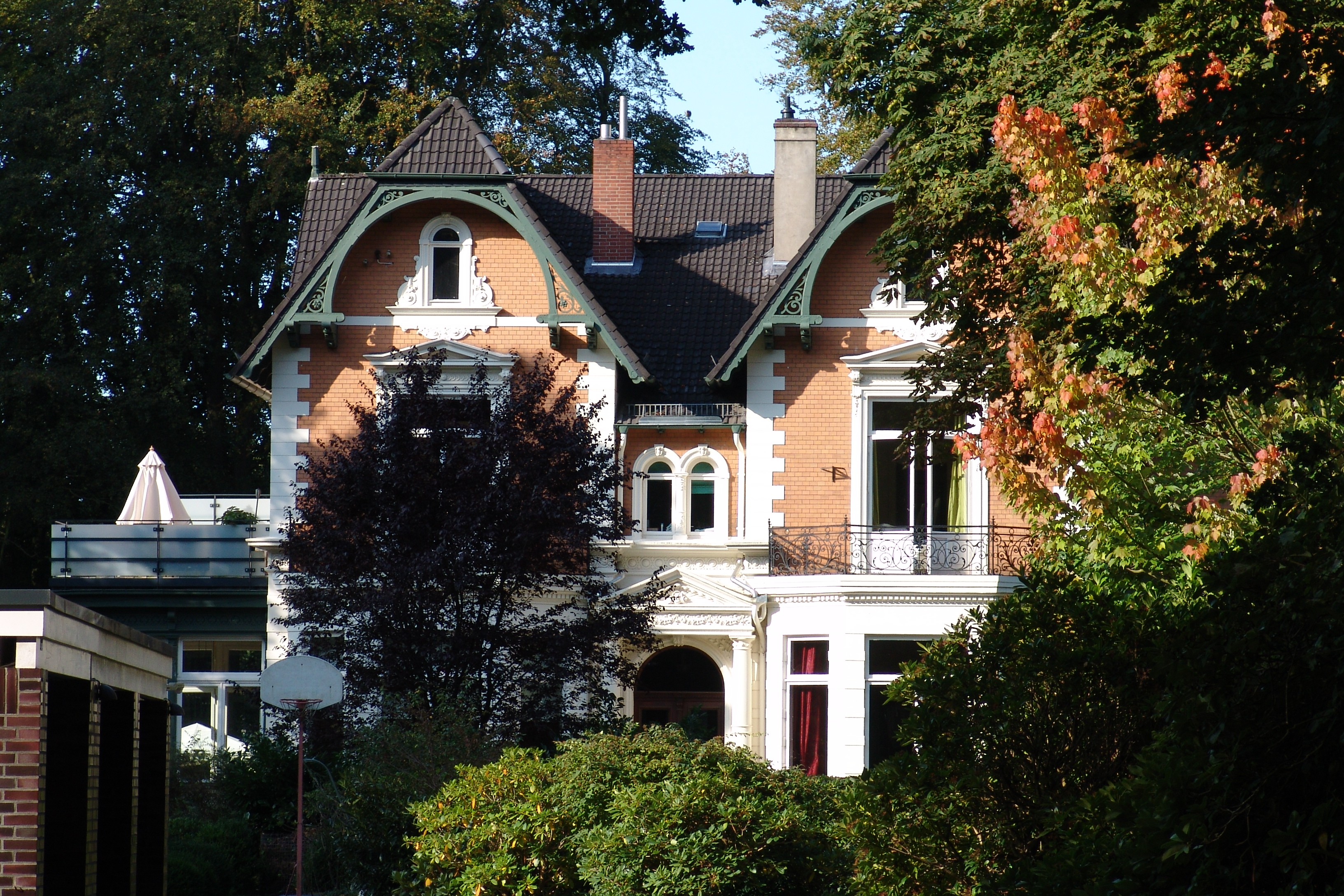
Die Ostfassade der Villa im September 2011

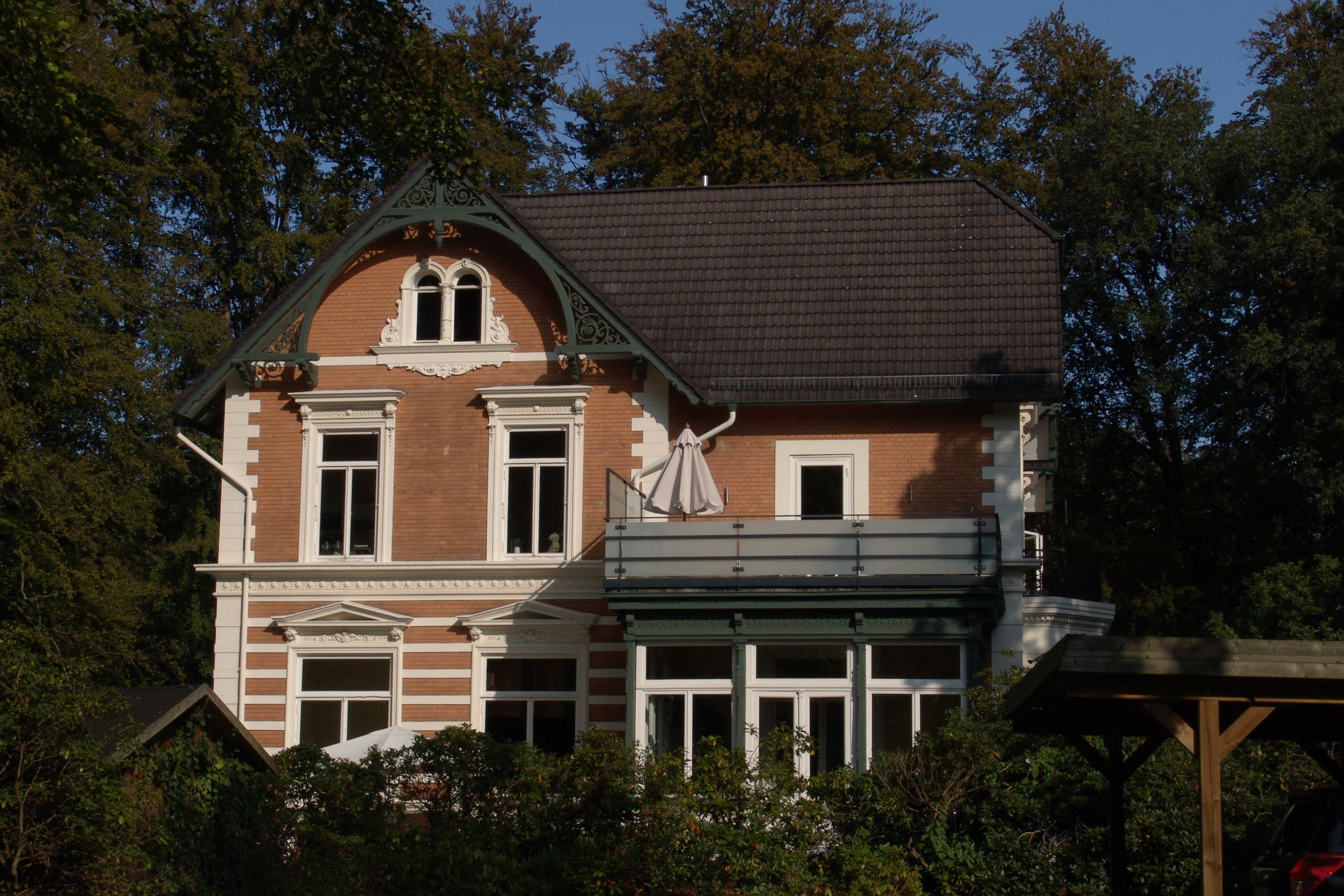
Die Südfassade der Villa im September 2011

Die Villa Waldwiese in Bremen-Burglesum, Ortsteil St. Magnus, Am Lindenberg 18A + 18B, stammt von 1893 und ist ein gut erhaltenes Beispiel für den Schweizerhaus-Stil in der Region. Langjährigste Bewohnerin des Hauses war zwischen 1910 und 1993 Dorothea Klosterkemper, geb. von Gröning, die Witwe des Generalmajors a. D. Bernhard Klosterkemper. Nach ihrem Tod wurde der Garten bebaut, sodass die Villa ihre freie Lage im Grünen verlor.
Das Gebäude steht seit 2008 unter Bremer Denkmalschutz.

## Lage
Direkt an der bremischen Landesgrenze zu Niedersachsen steht die Villa Waldwiese im Stadtteil Burglesum im Ortsteil St. Magnus am Ende der bogenförmig nach Nordwesten verlaufenden Straße Am Lindenberg und trägt die Hausnummern 18 A und 18 B. Das asymmetrisch geformte Grundstück – eingebettet in ein ruhiges Wohngebiet mit Einfamilien- und Doppelhäusern – wird an der Südostseite von Am Lindenberg, an der Südseite von einem Garagenhof, nach Westen vom Fußweg Beim Sonnenhof und nach Norden von der Landesgrenze abgeschlossen. Im Osten grenzt es an mehrere neue Wohnhäuser. Vor deren Erbauung reichte der Garten der Villa Waldwiese noch etwas weiter bis zur Leuchtenburger Straße.
Als die Villa errichtet wurde, war St. Magnus noch eine eigenständige Gemeinde. Der Ort wurde erst 1936 nach Lesum und schließlich mit diesem zusammen 1939 nach Bremen eingemeindet.

## Geschichte
Bereits ab 1850 gehörte das entsprechende Grundstück mitsamt dem angrenzenden Gelände zum Landbesitz des wohlhabenden Kaufmanns und Reeders Johann Christoph Dubbers. Es lag an freier Feldflur nahe zur landschaftlich schönen Bremer Schweiz, einer hügeligen Geestlandschaft. Der Eigentümer ließ zunächst ein Wohnhaus errichten (1935 abgerissen). Hinsichtlich der gestalterischen Planung und Ausarbeitung des Parks zeichnete der renommierte Landschaftsgärtner und Gartenarchitekt Wilhelm Benque verantwortlich. Es war eine seiner letzten Arbeiten vor seinem Tod. Es entstand unter anderem ein Teich mit einer Insel, zu der eine Brücke führte. Der Aushub des Sees formte den heute als „Lindenberg“ bekannten Hügel. Später teilte der Besitzer das weitläufige Grundstück zwischen seinen Söhnen Johann Friedrich „Fritz“ (* 1834; † 1907) und Johann Christoph Eduard Dubbers (* 1836; † 1909) auf. Der Anteil des letzteren maß etwa 27.100 Quadratmeter und erstreckte sich in südöstlicher Richtung.
1893 wurde für Fritz die Villa Waldwiese konstruiert. 1910 erwarb der Tabakkaufmann Heinrich von Gröning das Haus, dessen jüngste Tochter Dorothea (* 1901; † 1993) den Generalmajor Bernhard Klosterkemper heiratete. Aus diesem Grunde erhielt das Gebäude in späteren Jahren im Volksmund teilweise die Bezeichnung „Villa Klosterkemper“. Zum Anwesen gehörten ein separates Hofmeierhaus an der Leuchtenburger Straße sowie auf dem Grundstück  ein großes Gewächshaus, eine Remise mit zwei Garagen und ein Pumpenhaus mit einem Dieselmotor zur Sicherstellung der Strom- und Wasserversorgung. Dorothea Klosterkemper war eine passionierte Gärtnerin, bewirtschaftete einen großen Gemüsegarten und hielt sich zudem Schafe. Die entbehrungsreichen Jahre während des Zweiten Weltkrieges konnten so relativ gut überstanden werden. Zeitweise lebten damals, aber auch noch in der unmittelbaren Nachkriegszeit, bis zu 25 Personen in der Villa und im Hofmeierhaus.

Fotos aus dem März 1998
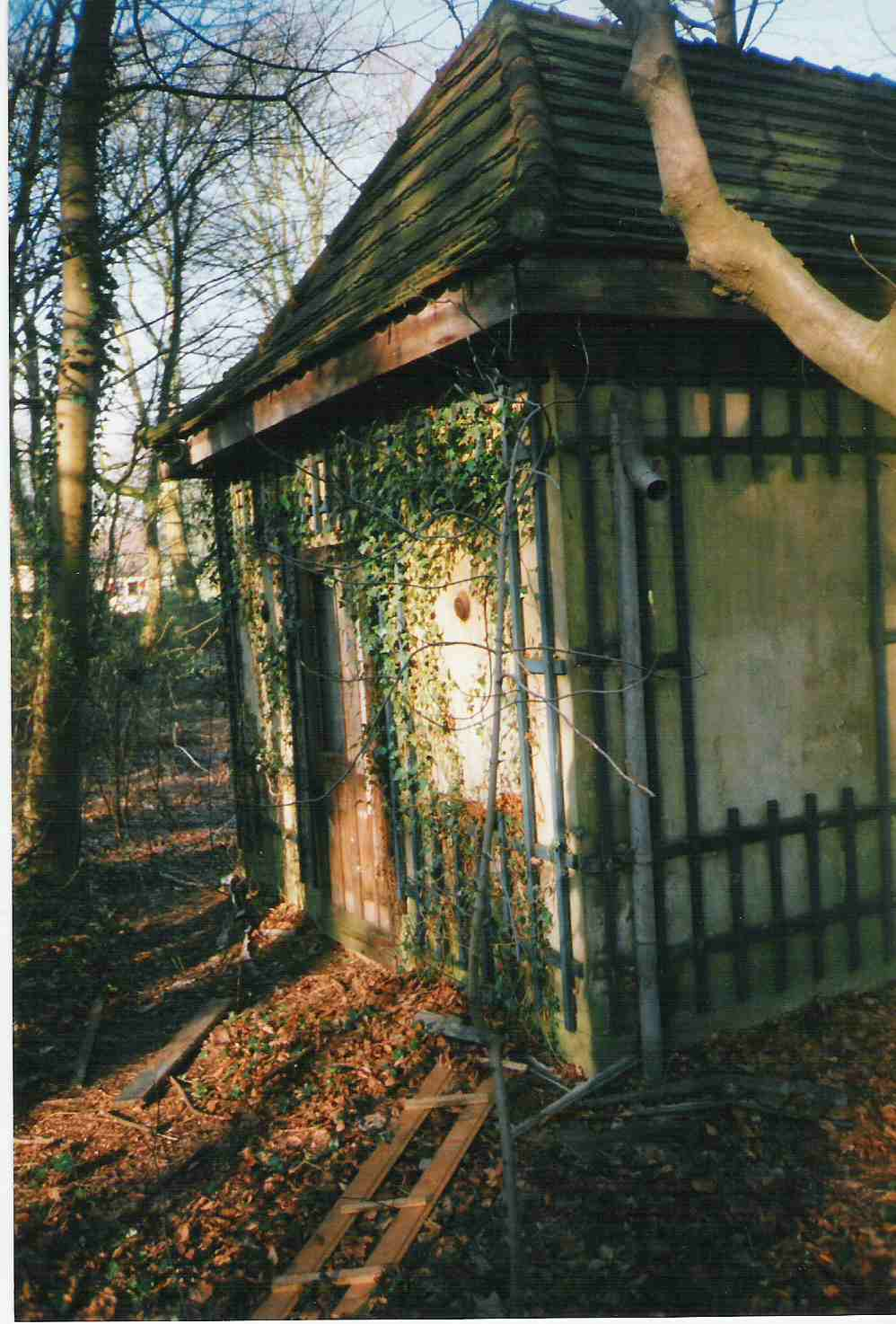
Das Pumpenhaus
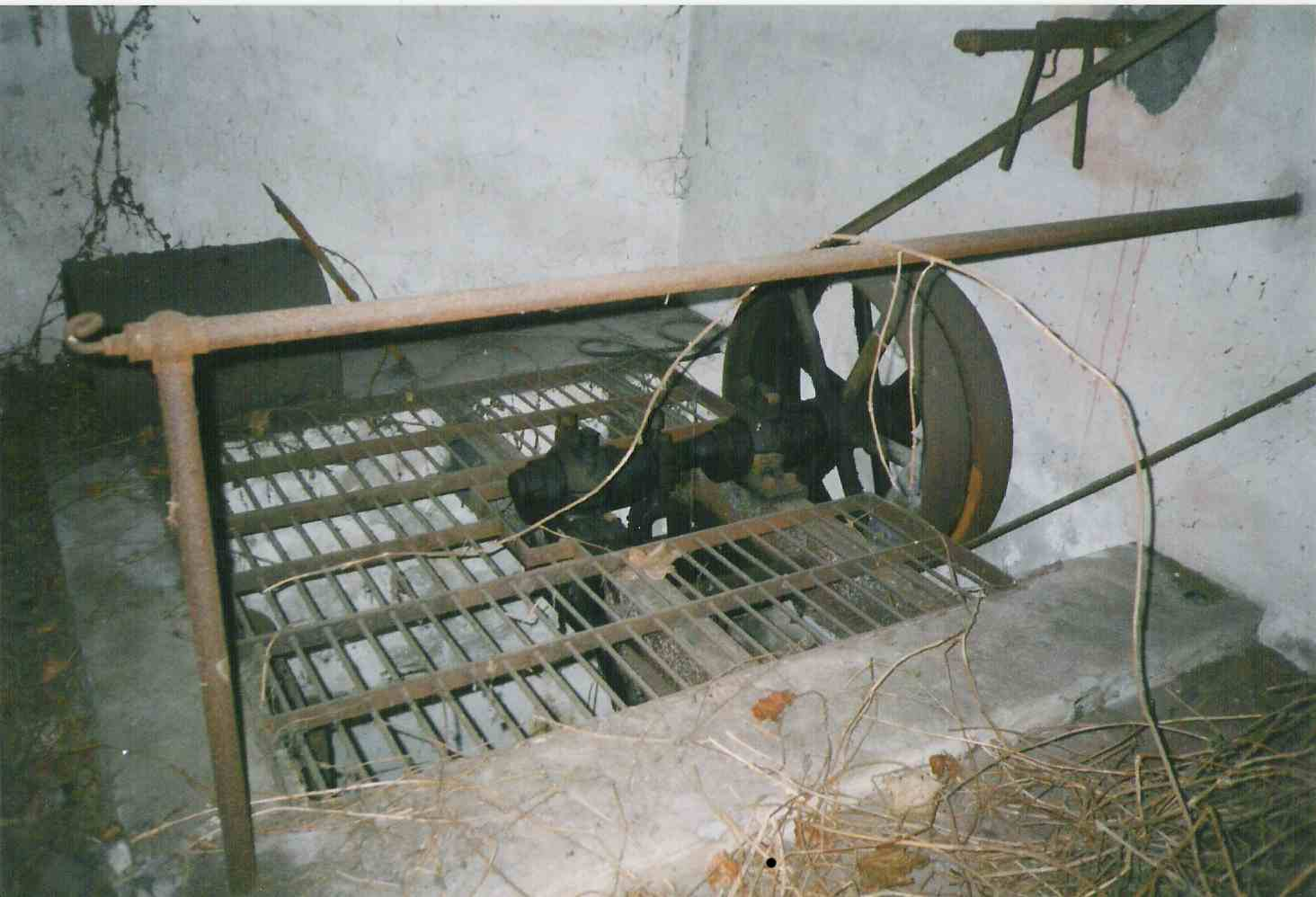
Die Pumpe im Pumpenhaus
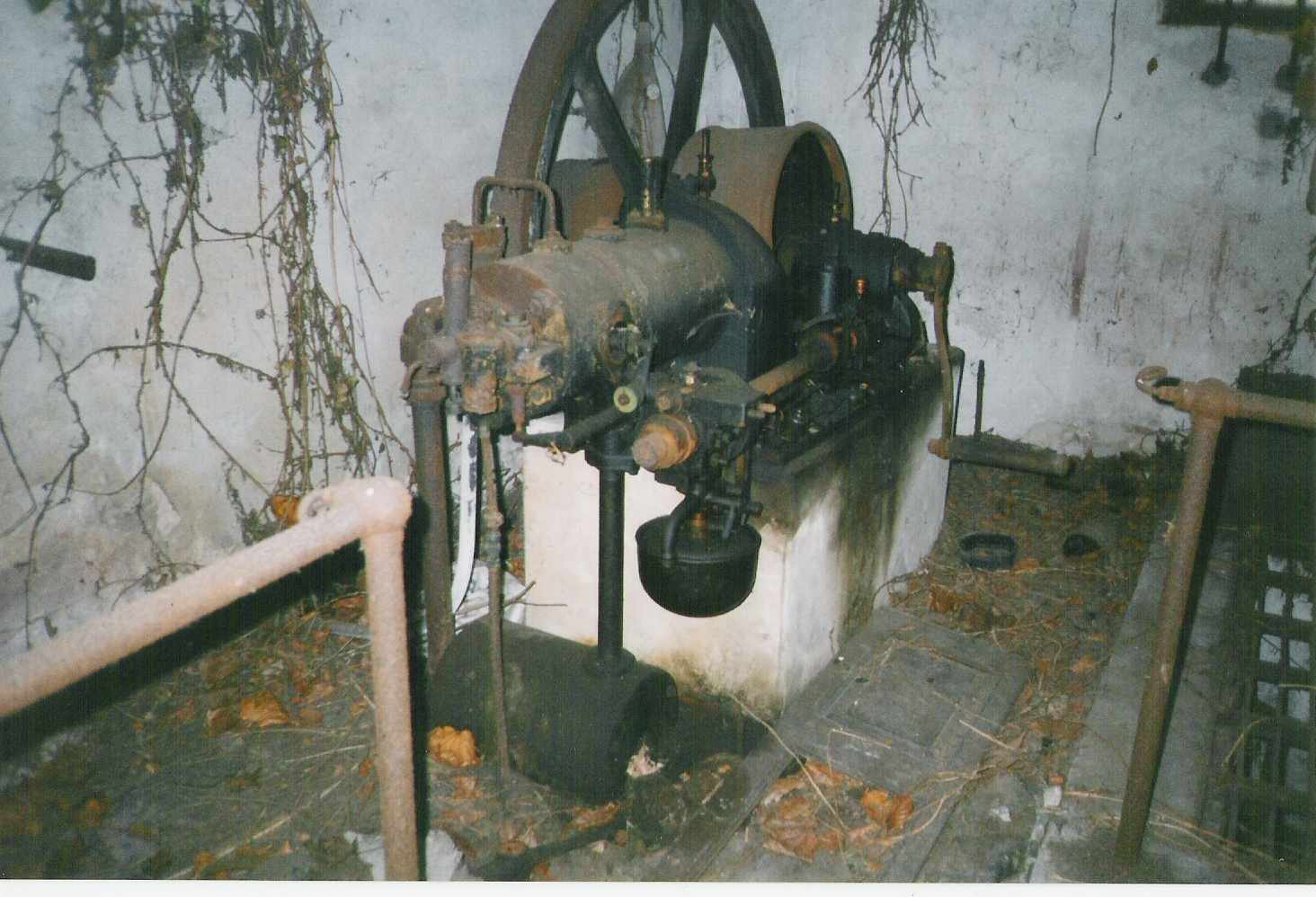
Der Dieselmotor im Pumpenhaus

Die schon lange nicht mehr ihrem ursprünglichen Zweck dienende Remise war bis Anfang der 1990er Jahre als Mietwohnung ausgeschrieben und von 1992 bis 1996 wurden Teile der Fernsehserie Nicht von schlechten Eltern in der Villa gedreht. Nach dem Tod Dorothea Klosterkempers begann eine sich über mehrere Jahre hinziehende Umgestaltung des Grundstücks. Es wurde aufgeteilt, und im Frühjahr 1998 erfolgte der Abriss sämtlicher Bauten im Garten mit Ausnahme des Pumpenhauses, das ein wenig länger stehen blieb. In den folgenden Jahren wurde der Garten mit mehreren Wohnhäusern bebaut. Heutzutage beherbergt die Villa drei Wohnungen sowie die Büros einer Immobiliengesellschaft.
Johann Christoph Eduard Dubbers’ Grundstücksteil behielt zunächst seinen parkähnlichen Charakter. Sein Sohn August Dubbers verkaufte ihn 1936 an die AG Weser und maßgeblich unter dem Einfluss des Werftdirektors Franz Stapelfeldt erfolgte die Aufteilung in 14 Liegenschaften, auf denen Doppelhäuser errichtet wurden – die noch heute bestehende Lindenberg-Siedlung.

## Architektur
„Bei der ‚Villa Waldwiese‘ handelt es sich um einen charakteristischen ländlichen Wohnhausbau seiner Zeit mit Schmuckformen, die an die Renaissance erinnern. Das Gebäude ist aufwändig gestaltet, reich dekoriert und hat eine über das Alltägliche hinausgehende Anmutung.“

Die zweigeschossige Villa Waldwiese ist dem architekturstilistischen Phänomen des Historismus zuzuordnen. Sie weist verschiedene zeittypische Gestaltungselemente des späten 19. Jahrhunderts auf – insbesondere die malerische Gruppierung mit Zwerchhäusern und Vorbauten – sowie Einflüsse des seinerzeit vor allem bei ländlichen Bauten beliebten Schweizerhaus-Stiles. Die Schweizerhausmotive sind dabei bruchlos mit Elementen kombiniert, die dem Fundus italienischer und französischer Renaissanceformen entlehnt sind, wie beispielsweise Rustizierung, Dreiecksgiebel-Fensterverdachungen und Volutenziern. Über einem weißen Unterbau offenbart sich die für die regional typische Bauweise ihrer Entstehungszeit äußerst charakteristische Fassadengestaltung mit terrakotta-roter Backsteinverblendung, unterbrochen von einer reichen Putzgliederung mit Eckrustizierung und horizontalen Bändern.
Die zwei nicht symmetrisch zur Hausmitte gesetzten Zwerchhäuser an der Ostseite sowie an der Westseite und der Giebel zur Südseite sind mit einem betonten Dachüberstand versehen. Die originale schiefernen Schindeldeckung ist nicht erhalten, sondern schwarze Dachziegel. Zahlreiche bauzeitliche äußere Details – etwa hölzerne Sprengwerke und schmiedeeiserne Balkongitter – hätten bis in die Gegenwart überdauert. Darüber hinaus gibt es im Hausinneren noch Fliesenböden, Deckenstuck, Türblätter, Treppengeländer und ähnliches aus den 1890er Jahren.